# Sematophyllum laevigatum
Sematophyllum laevigatum là một loài rêu trong họ Sematophyllaceae. Loài này được P. Câmara mô tả khoa học đầu tiên năm 2010.